# Alter Stolberg (Sachsen-Anhalt) und Grasburger Wiesen
Koordinaten: 51° 31′ 12″ N, 10° 56′ 3″ O
Der Alte Stolberg (Sachsen-Anhalt) und Grasburger Wiesen ist ein Naturschutzgebiet in der Gemeinde Südharz im Landkreis Mansfeld-Südharz in Sachsen-Anhalt.
Das Naturschutzgebiet mit dem Kennzeichen NSG 0135 ist rund 28 Hektar groß. Es ist Bestandteil des FFH-Gebietes „Alter Stolberg und Heimkehle im Südharz“. Es grenzt im Westen direkt an das Naturschutzgebiet „Alter Stolberg“ in Thüringen sowie stellenweise an das Landschaftsschutzgebiet „Harz und Vorländer“. Das Gebiet steht seit 1995 unter Schutz (Datum der Verordnung: 16. Oktober 1995). In ihm ist das 1993 ausgewiesene Naturschutzgebiet „Alter Stolberg (Sachsen-Anhalt)“ aufgegangen. Zuständige untere Naturschutzbehörde ist der Landkreis Mansfeld-Südharz.
Das Naturschutzgebiet liegt westlich von Rottleberode in der Gipskarstlandschaft des Südharzer Zechsteingürtels. Es ist Bestandteil des Naturparks Harz/Sachsen-Anhalt und des Biosphärenreservats Karstlandschaft Südharz. Das Naturschutzgebiet stellt einen kleinen, auf dem Gebiet des Landes Sachsen-Anhalt liegenden Teil der Ostflanke des Höhenzugs Alter Stolberg sowie das vorgelagerte, vom Krebsbach, einem Nebengewässer der Thyra, durchflossene Auslaugungstal mit Feuchtgrünland und Stillgewässern unter Schutz. Weiterhin sind Streuobstwiesen in das Naturschutzgebiet einbezogen.
Im Bereich des Alten Stolbergs mit seinen Steilhängen stocken verschiedene Waldgesellschaften. Auf den verhagerten Standorten des Berges stockt ein als Seggen-Rotbuchenwald ausgeprägter Karstbuchenwald. Die Steilhänge werden von Hainsimsen-Rotbuchenwald eingenommen, während auf den Unterhängen Eschen-Bergahorn-Schluchtwald anzutreffen ist. In der Krautschicht sind u. a. Leberblümchen, Seidelbast, Aronstab, Türkenbundlilie und Hirschzungenfarn zu finden. Weiterhin siedeln Pilze, Farne und Flechten auf den Gipskarststandorten.
Der in das Naturschutzgebiet einbezogene Talbereich wird im Westen von extensiv genutztem Feuchtgrünland geprägt, an das sich nach Osten Erlenbruchwaldreste und die Stillgewässer Fauler Teich und der Schloßteich von Rottleberode mit versumpften Uferzonen und hohem Röhrichtanteil anschließen.
Die Stillgewässer sind Lebensraum für eine artenreiche Libellen- und Amphibienfauna, darunter Molche und Feuersalamander. Im Bereich des Schloßteiches leben u. a. Rohrweihe, Haubentaucher, Teichralle und Teichrohrsänger. Weiterhin sind Neuntöter und Goldammer im Gebiet heimisch. Daneben bietet das Naturschutzgebiet verschiedenen Fledermäusen, Reptilien wie Blindschleiche, Ringelnatter und Waldeidechse, Baummarder, Haselmaus und Dachs einen geeigneten Lebensraum. Im Krebsbach leben Groppe und Bachneunauge.

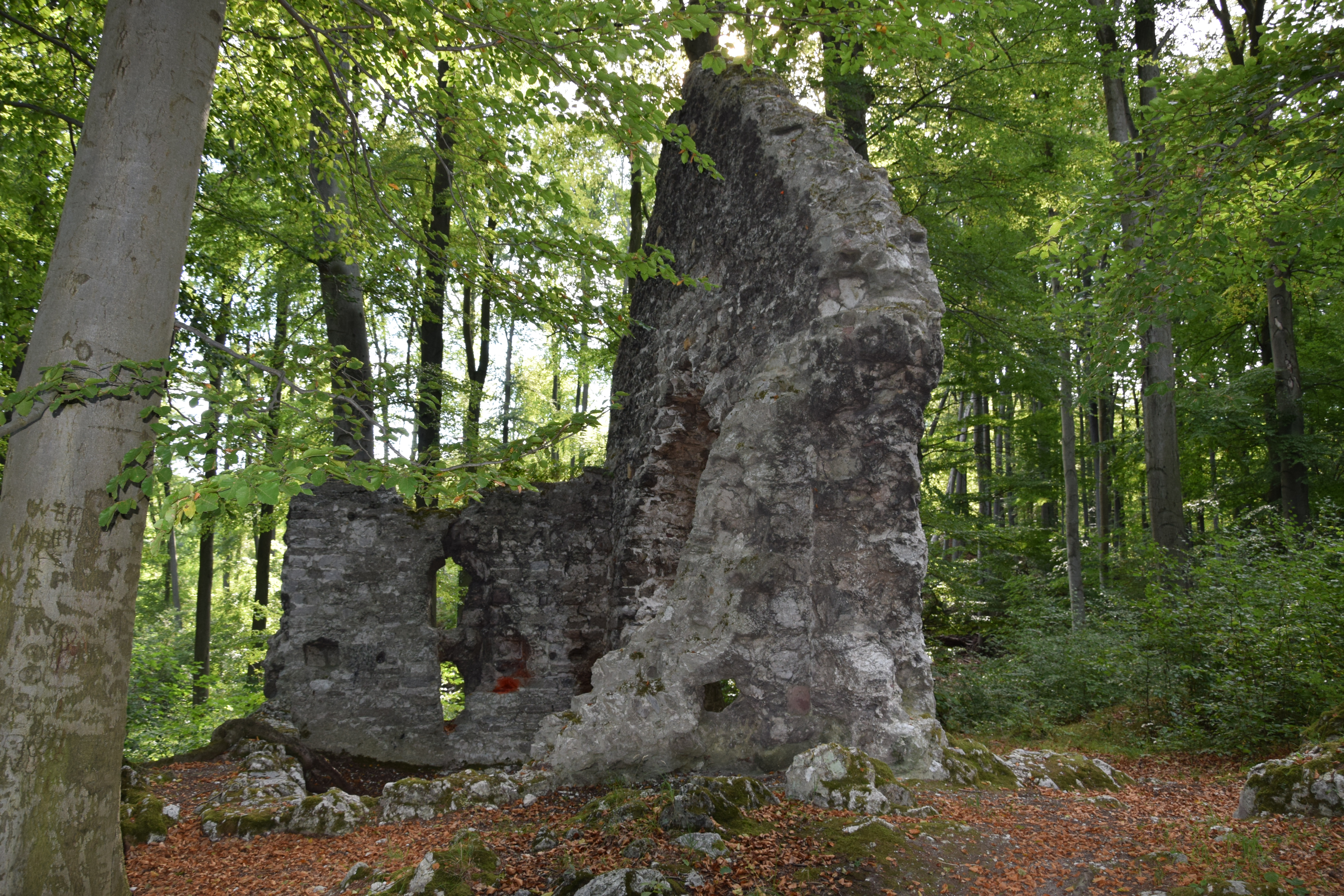
Ruine der Grasburg und Wald im NSG (2016)

Das Naturschutzgebiet grenzt im Osten und Norden an landwirtschaftliche Nutzflächen sowie an den Ort Rottleberode. Auf dem Berg im sachsen-anhaltischen Teil des Alten Stolbergs liegt die Ruine der Grasburg.